# ملانی مونچ
ملانی مونچ (به انگلیسی: Melanie Munch) (زاده ۴ اوت ۱۹۸۱) خواننده آلمانی است.
او عضو گروه گروو کاوریج است.